# Puțuntei-Mici, Bravicea
Puțuntei-Mici a fost o localitate de pe teritoriul actual al Republicii Moldova. În 1930 se afla în plasa Bravicea. La 21 septembrie 1970, fiind în raionul Orhei, a fost scoasă de la evidență ca inexistentă, prin alipirea ei la Puțintei.